# William Wildman Campbell

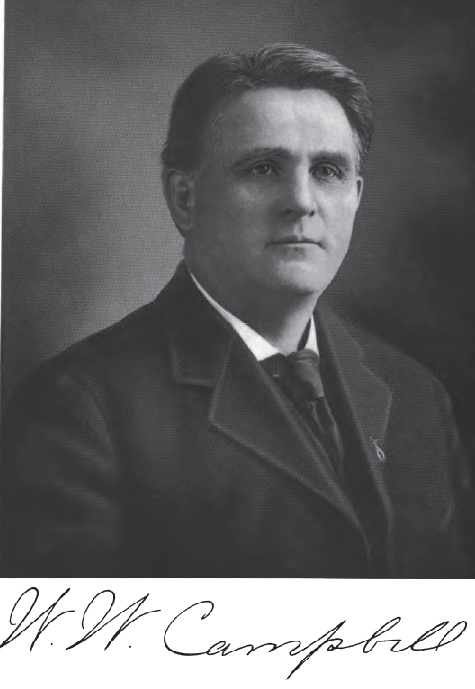
William Wildman Campbell

William Wildman Campbell (* 2. April 1853 in Rochester, Windsor County, Vermont; † 13. August 1927 in Napoleon, Ohio) war ein US-amerikanischer Politiker. Zwischen 1905 und 1907 vertrat er den Bundesstaat Ohio im US-Repräsentantenhaus.

## Werdegang
William Campbell besuchte die öffentlichen Schulen seiner Heimat und danach das Goddard Seminary in Barre sowie das Tufts College in Medford (Massachusetts). Nach einem anschließenden Jurastudium und seiner 1878 erfolgten Zulassung als Rechtsanwalt begann er in Napoleon in diesem Beruf zu arbeiten. Zwischen 1893 und 1896 war er Staatsanwalt im Henry County. Gleichzeitig schlug er als Mitglied der Republikanischen Partei eine politische Laufbahn ein.
Bei den Kongresswahlen des Jahres 1904 wurde Campbell im fünften Wahlbezirk von Ohio in das US-Repräsentantenhaus in Washington, D.C. gewählt, wo er am 4. März 1905 die Nachfolge des Demokraten John S. Snook antrat. Da er im Jahr 1906 nicht bestätigt wurde, konnte er bis zum 3. März 1907 nur eine Legislaturperiode im Kongress absolvieren.
Nach dem Ende seiner Zeit im US-Repräsentantenhaus praktizierte Campbell wieder als Anwalt. 1908 bewarb er sich erfolglos um die Rückkehr in den Kongress; in den Jahren 1911 und 1912 war er Delegierter auf einem Verfassungskonvent seines Staates. Er starb am 13. August 1927 in Napoleon, wo er auch beigesetzt wurde.